# Yvoire
Yvoire é uma aldeia francesa medieval fortificada situada junto ao  lago Lemano e pertencente ao departamento da Alta Saboia da região Auvérnia-Ródano-Alpes. Está classificada entre As mais belas aldeias de França e é um destino turístico dos mais concorridos do Chablais Saboiardo. Desde 1959, tem vindo a ser decorada anualmente no contexto do Concurso das cidades e aldeias floridas  da França, e está classificada nos primeiros lugares com a distinção máxima, quatro flores. Em 2002 recebeu a medalha de prata no concurso  europeu das localidades floridas.

## História
A situação estratégica entre o pequeno e o grande lago  levou Amadeu V de Saboia a iniciar desde 1306 os trabalhos de fortificação. Durante mais de meio século a aldeia tem um papel militar importante o que lhe vale a obtenção de regalias reais. 
Aproveitando as disputas internas ao Ducado de Saboia e para a enfraquecer militarmente, no século XVI os senhores de Berna incendeiam-na e destroem-na e o seu poder será afectado para sempre. Os grandes trabalhos de reabilitação previstos na altura não tiveram seguimento e chegará até nós como uma bela aldeia de pescadores.
Em 2006 a população local festejou devidamente os 700 anos de existência do burgo com cortejo e festividades medievais.

## Curiosidades
- o Castelo de Yvoire foi construído no século XIV mas destruído em breve pelos senhores de Berna. A sua torre de menagem só foi reconstruída no século XX.
- o Jardim dos cinco sentidos  também é conhecido como o Labirinto dos cinco sentidos pois actua sobre os nosso cinco sentidos - vista, toque, gosto e aroma ; o quinto sentido, o ouvido, é representado pelo murmúrio de uma fonte. O todo é uma experiência original e uma verdadeira curiosidade.

## Galeria

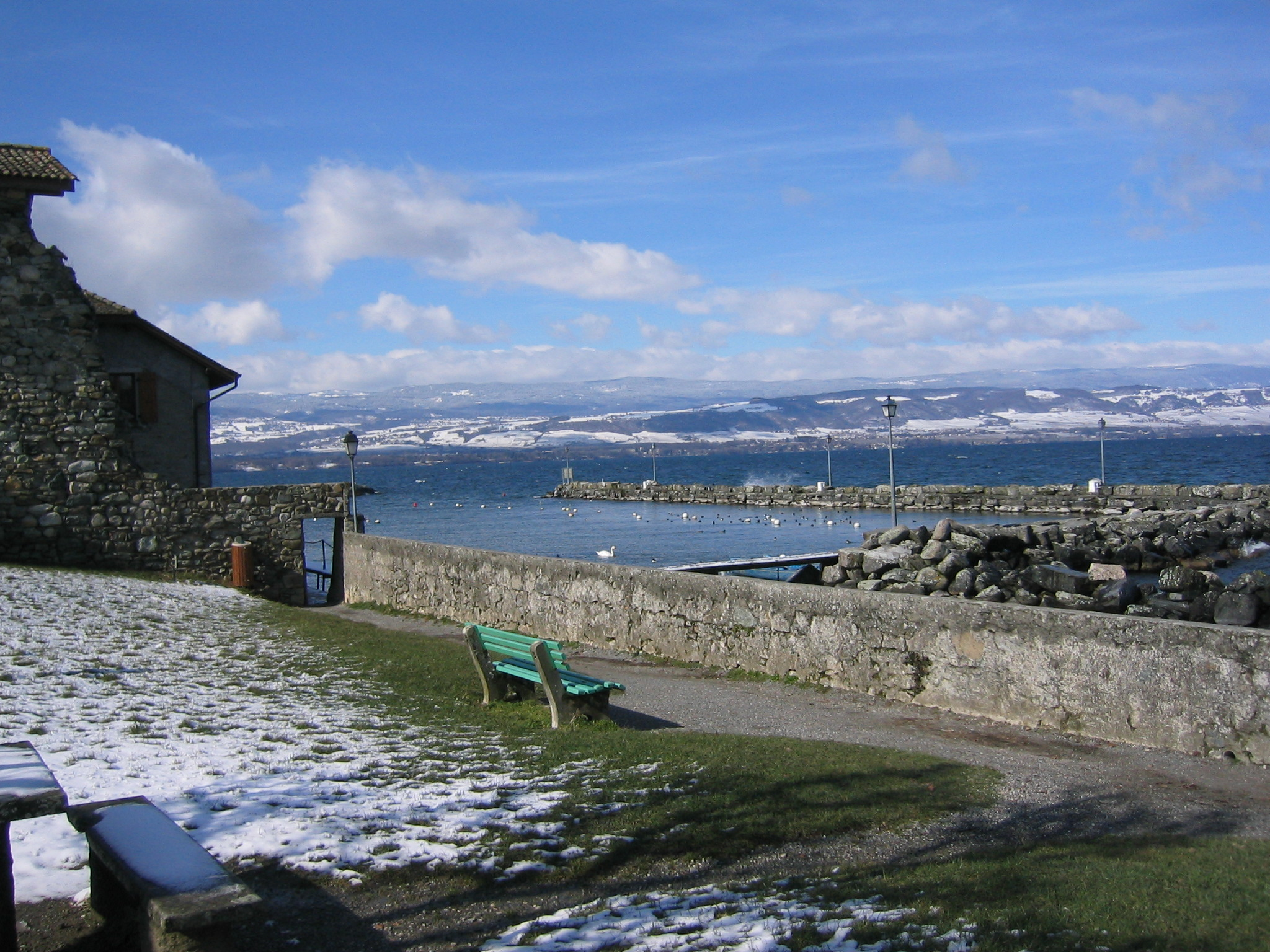
Vista sobre o lago Lemano (Léman) no fim do Inverno
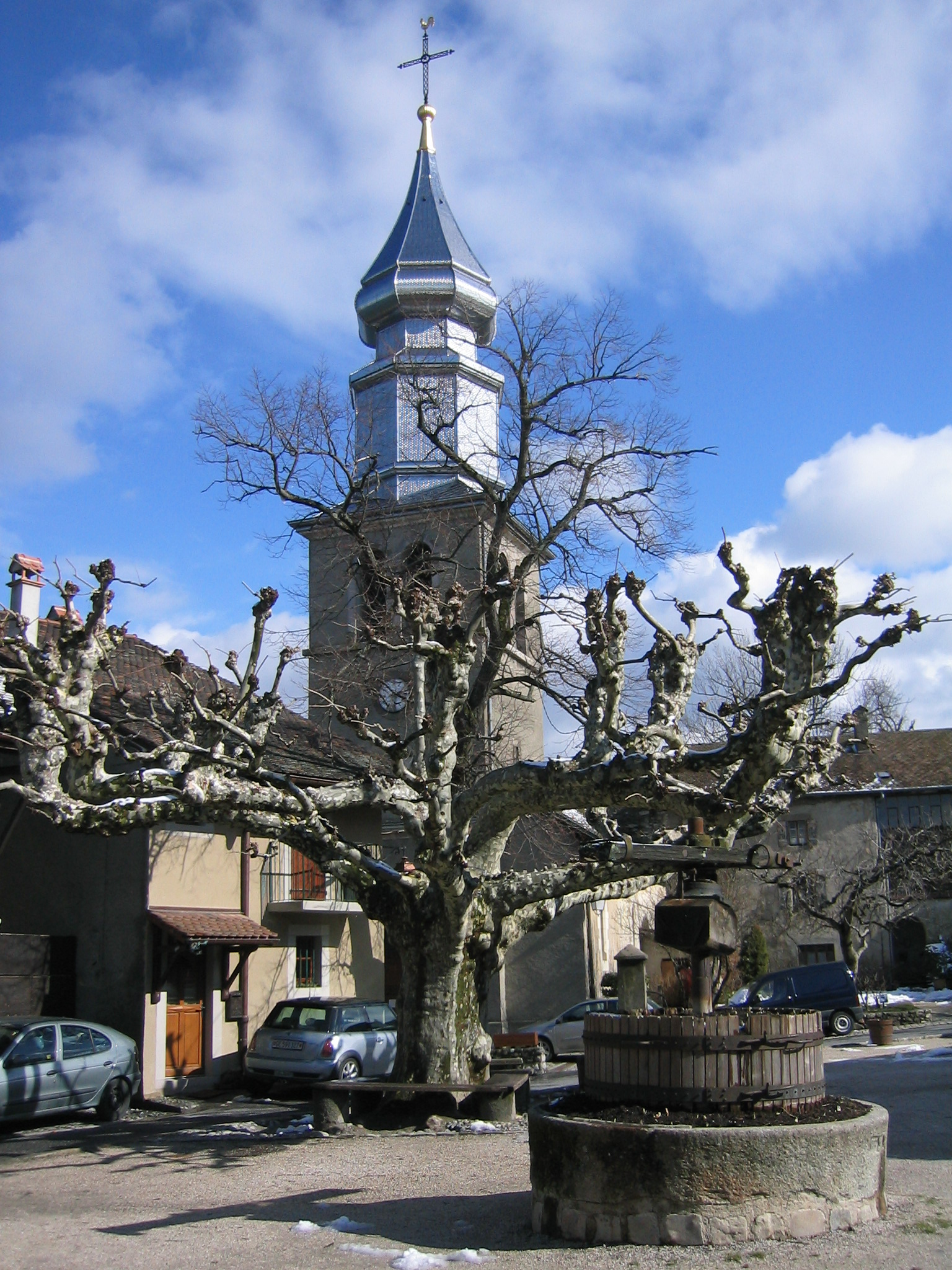
Praça da Igreja
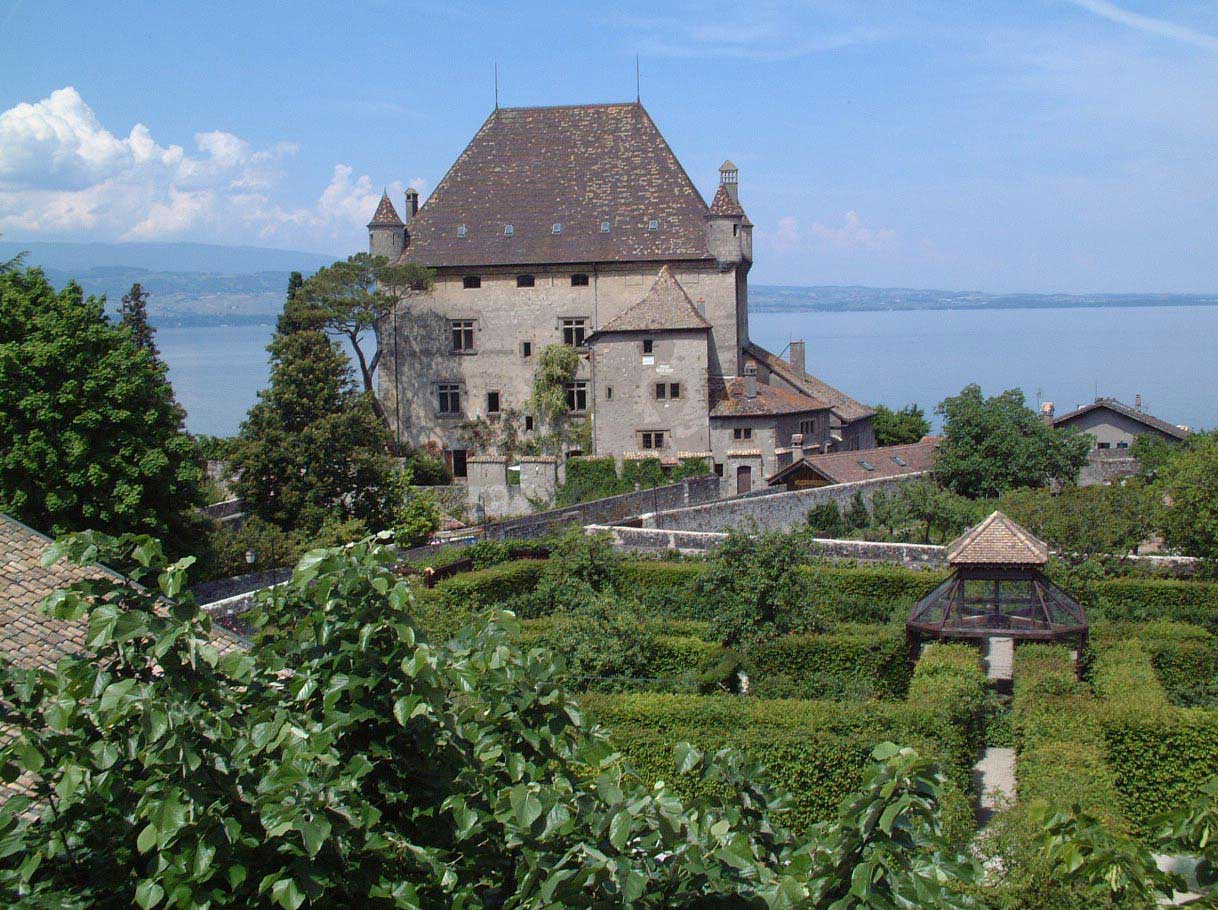
O castelo de Yvoire e o Jardim dos cinco sentidos em 1ro plano
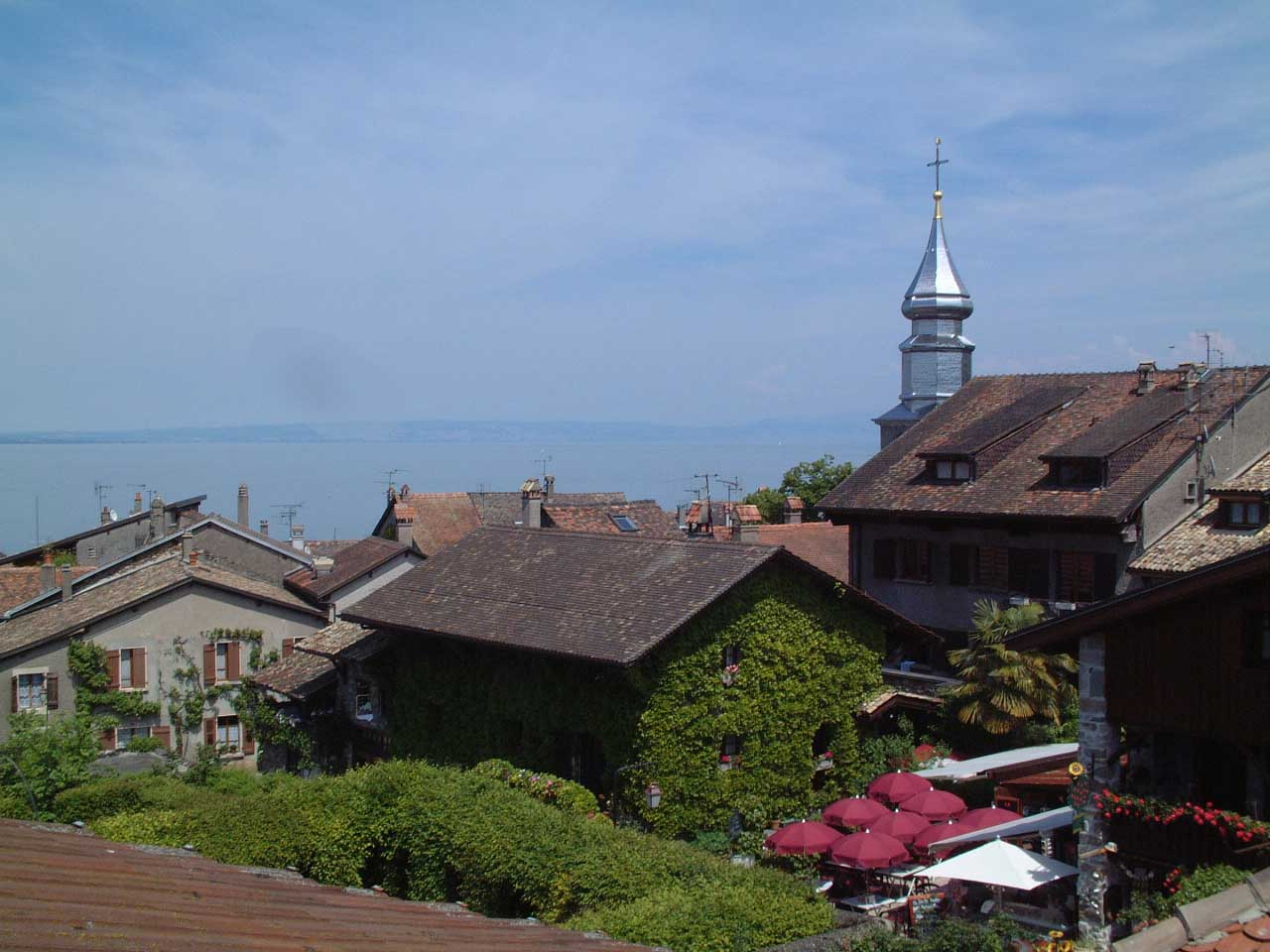
Yvoire, telhados, campanário e o Lago Léman
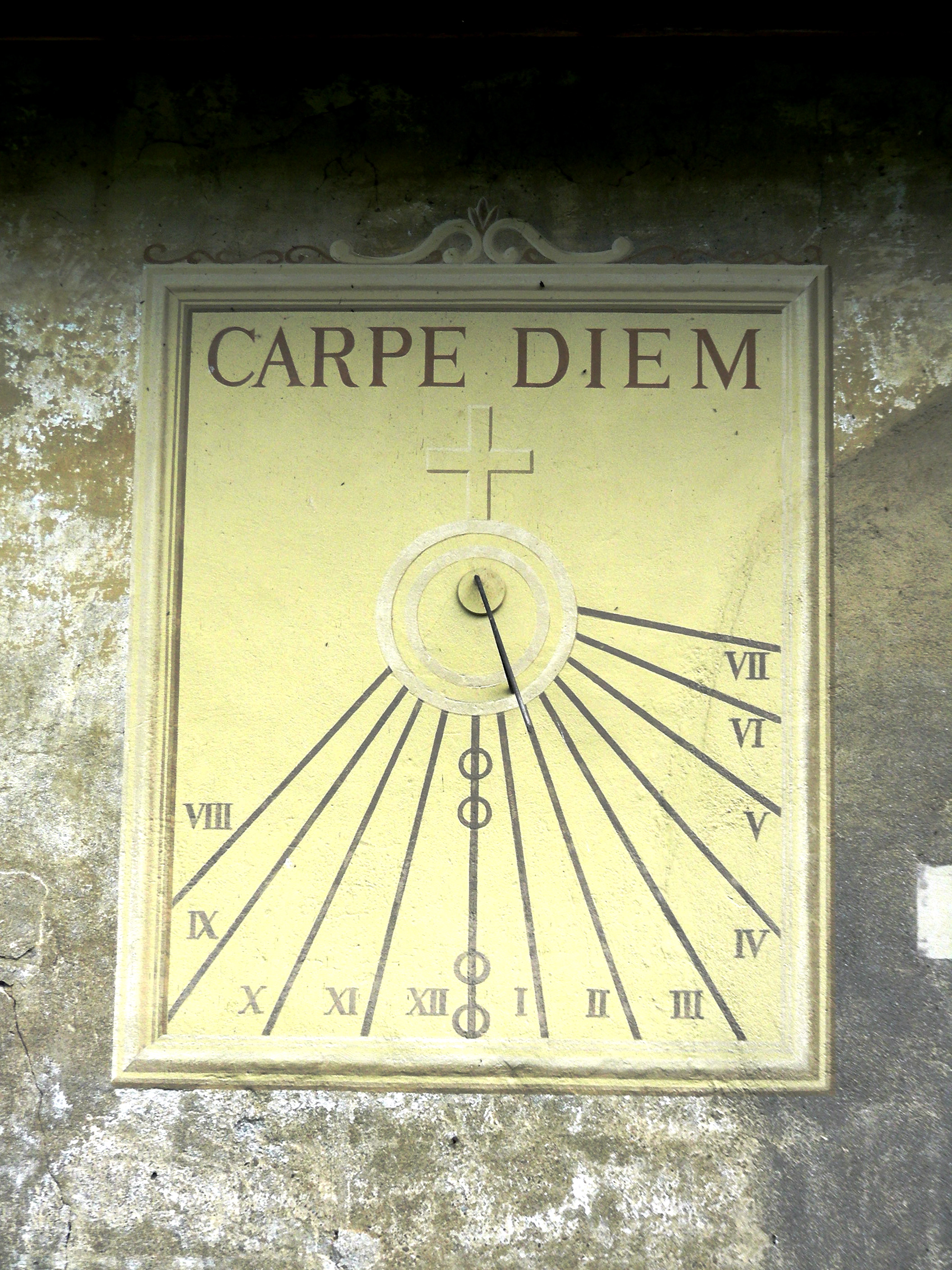
Carpe Diem, o quadrante solar de Yvoire

### Liens externes
- Office du tourisme d'Yvoire l

## Nota
Este artigo é uma tradução inspirada na versão francesa - Setembro 2010